# Harij
Harij es una ciudad de la India en el distrito de Patan, estado de Guyarat.

## Geografía
Se encuentra a una altitud de 50 m s. n. m. a 116 km de la capital estatal, Gandhinagar, en la zona horaria UTC +5:30.

## Demografía
Según estimación 2011 contaba con una población de 19 720 habitantes.